# 마토 (만화가)
마토(真斗, 11월 27일 ~ )는 일본의 여성 만화가이다. 에히메현 출신. 마토(真斗)라는 펜네임은 1983년부터 사용하기 시작한 것이다.

## 약력
1993년 《소년 선데이》에 《뉴이어 X마스》로 데뷔했다. 타인 판권 작품으로는 《신기동전기 건담W》 패러디 작품집 《바람의 행방》(風の行方, 라포트), 《포켓몬스터 스페셜》(글 : 구사카 히데노리, 소학관) 《학습만화인물관 나이팅게일》(소학관)의 작화담당 등이 있다.
2001년 《포켓몬스터 스페셜》 제3장 금·은·크리스탈편 연재중 병으로 연재를 중단하게 되었다. 제10권부터 야마모토 사토시에게 작화담당을 넘겨주었고, 현재는 니이하마시의 소식지 《니이하마》 등의 일러스트 일을 중심으로 활동하고 있다. 부드럽고 따뜻한 그림체로 팬이 많으며, 복귀를 희망하는 사람도 많다. 동작의 공식 사이트에서 이뤄진 인기투표에서는 캐릭터에 대한 인기투표임에도 마토도 표를 받았다.
또한 데뷔 전에는 가타야마 슈의 어시스턴트를 담당하고 있었고, 그의 작품 《드래곤 피스트》 등의 단행본에서는 어시스턴트M 명의로 오마케 만화를 그린 바 있다.